# Pablo Echenique

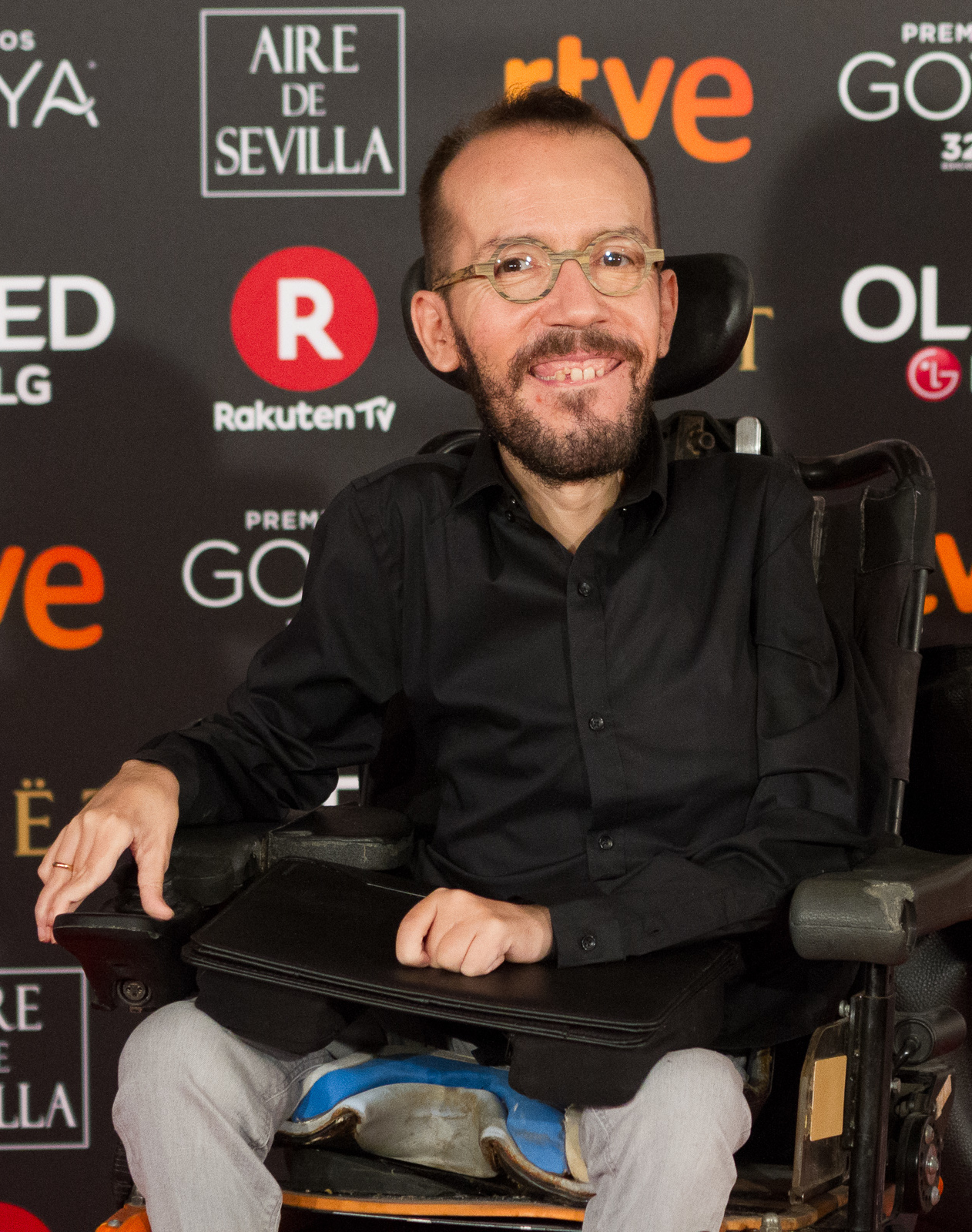
Pablo Echenique

Pablo Echenique Robba (* 28. August 1978 in Rosario, Argentinien) ist ein spanischer und argentinischer (er besitzt beide Staatsbürgerschaften) Wissenschaftler und Politiker.

## Leben
Pablo Echenique wurde im Jahr 1978 in Rosario (Argentinien) geboren. Als er 13 Jahre alt war, zog er zusammen mit seiner Mutter Irma und seiner Schwester Analía nach Spanien. Die Familie siedelte sich in Saragossa an. Echenique leidet seit frühster Kindheit an spinaler Muskelatrophie, einer erblich bedingten und degenerativen Krankheit. Infolge dieser Krankheit ist er zu 88 % behindert, sodass er als Rollstuhlfahrer mobil ist. In seinen eigenen Worten beschrieben: „Ich habe wenig Kraft, ich kann alles bewegen, aber nur wenig“. Seine Behinderung war einer der Gründe, weshalb seine Familie nach Spanien auswanderte, auf der Suche nach besseren Chancen.
Echenique erlangte 2002 sein Diplom der Physik und promovierte vier Jahre später an der Universität Saragossa. Mit einem Post-Doc-Stipendium forschte er am Institut für Bioinformatik und Physik komplexer Systeme (Instituto de Biocomputación y Física de Sistemas Complejos) an der Universität Saragossa. 2008 bekam er den Preis Romper Barreras (Barrieren brechen) für die Anpassung seines Büros an der Universität. Seit 2009 ist er Titular-Wissenschaftler und Forscher des CSIC am Institut für physische Chemie Rocasolano. Darüber hinaus ist er außerordentlicher Mitarbeiter im Fachbereich Theoretische Physik an der Universität Saragossa.
Gemeinsam mit Raúl Gay schreibt er in eldiario.es den Blog De retrones y hombres (Von Behinderten und Menschen), bei dem sie versuchen, mit den Stereotypen über die Welt der Behinderung zu brechen (der Begriff retrón ist ein von Echenique und Gay geprägter Neologismus, um behinderte Menschen zu bezeichnen, wenngleich Echenique auch, um sich selbst zu bezeichnen, das Wort  «cascao» (deutsch: kaputt) benutzt). Einer seiner Beiträge im Blog, Discapacitado y más feliz que tú... sí, que tú (Behindert und glücklicher als du..., ja, als du) wurde 2014 mit dem Journalismus-Preis Tiflos in der Kategorie digitaler Journalismus ausgezeichnet, einem Preis der nationalen Organisation der spanischen blinden Menschen (ONCE). Die Jury hob hervor, dass „der Protagonist zur Stimme des Netzwerks wird, mit einer neuartigen Aussage, die ihn eine neue Perspektive einnehmen lässt, welche die Auseinandersetzung anheizt, Diskussionen anregt, Überlegungen anstößt, mit einer direkten und leidenschaftlichen Sprache“.
Am 9. August 2012 heiratete er seine ehemalige Kommilitonin aus dem Promotionsprogramm, die Venezolanerin María Alejandra (Mariale) Nelo Bazán.

## Politische Aktivitäten

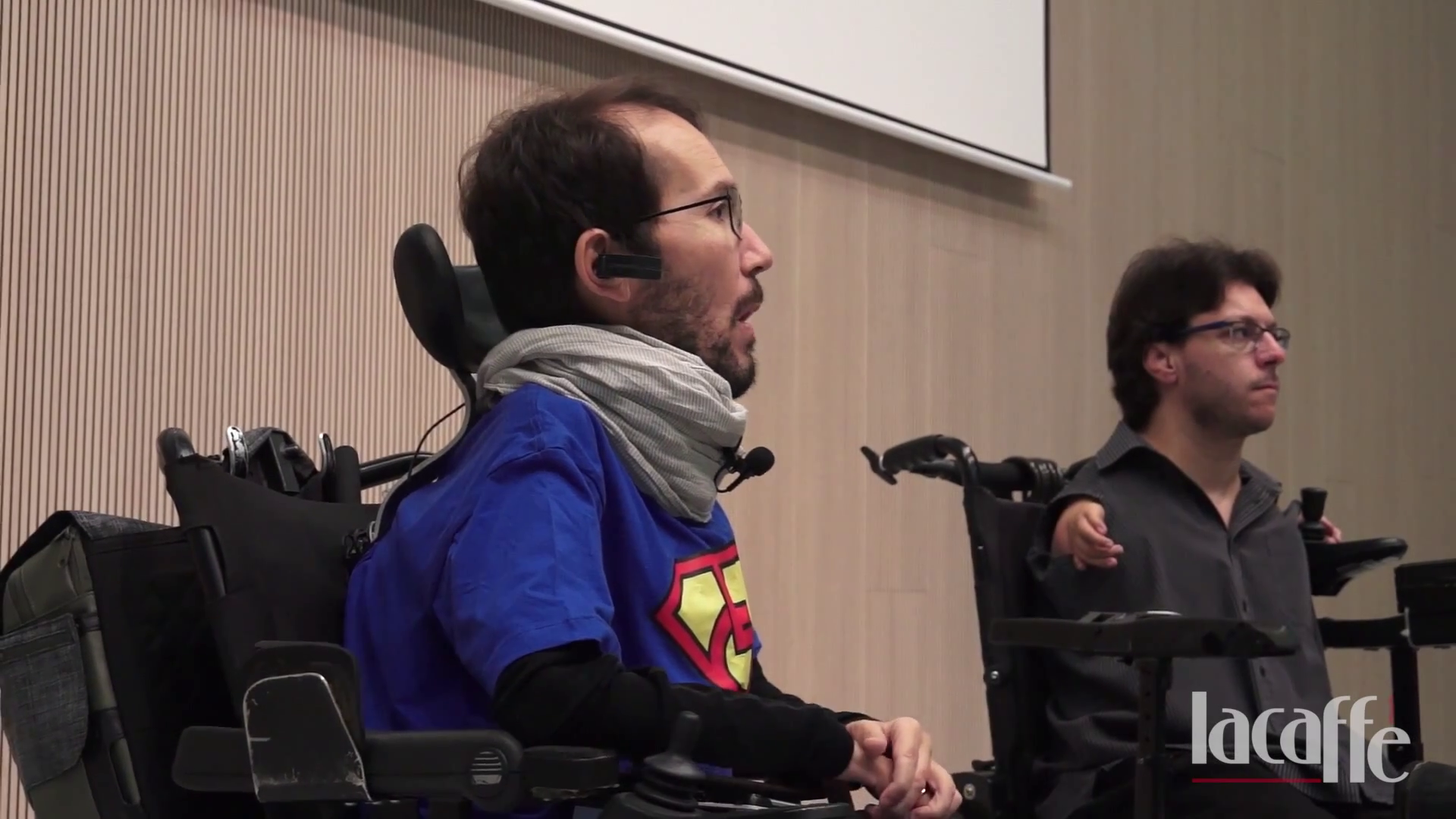
Pablo Echenique und Raúl Gay: Konferenz De Retrones y Hombres Saragossa, Juni 2014

Im Januar 2014, nach dem Herauskristallisieren der Podemos, engagierte sich Pablo Echenique in der neuen Partei, indem er den „Podemos-Kreis Behinderung“ (Círculo Discapacidad) bildete, sowie mit seiner Kandidatur bei den Vorwahlen zur Erstellung der Liste für die Europawahl 2014 in Spanien. Echenique war bei diesen Vorwahlen der Kandidat mit dem viertbesten Stimmergebnis, und landete schließlich auf der fünften Position da bereits zuvor vereinbart worden war, man wolle beim Besetzen der Listenplätze Männer und Frauen abwechselnd einordnen.
Im Ergebnis der Europawahl erreichte Podemos fünf Parlamentssitze, sodass Pablo Echenique zum Europaabgeordneten gewählt wurde. Er erklärte, dass Behinderung und Wissenschaft seine Schwerpunkte sein werden.
Im Februar 2015 wurde er zum Generalsekretär von Podemos in Aragón gewählt. Nachdem er auf Mandat im Europaparlament verzichtet hatte, wurde er 2015 als Abgeordneter ins Parlament von Aragón gewählt und übte dieses Amt bis Juni 2017 aus.
Im März 2016 wurde er von Pablo Iglesias für das Amt des Geschäftsführers (secretario de organización) von Podemos vorgeschlagen, und trat das Amt im April an.
Im April 2019 wurde er für das Wahlbündnis Unidas Podemos-En Comú Podem-Galicia en Común im Wahlbezirk Saragossa zum Abgeordneten im spanischen Parlament gewählt und bei den Neuwahlen im November 2016 wieder gewählt. Echenique war führend an den Verhandlungen beteiligt, die zur Bildung der ersten Koalitionsregierung seit der Wiederherstellung der Demokratie in Spanien. Er war Fraktionsvorsitzender von Unidas Podemos im Abgeordnetenhaus vom 20. Januar 2020 bis zum 26. Juli 2023, dem Ende der Legislaturperiode. Zu den folgenden Wahlen trat er nicht wieder an, sondern nahm seine Tätigkeit als Wissenschaftler am CSIC wieder auf.
Wegen einer Schwarzarbeits-Affäre geriet Echenique 2016 unter politischen Druck.

## Wissenschaftliche Arbeiten und Veröffentlichungen (Auswahl)
- P. Echenique-Robba, M. A. Nelo-Bazán, and J. A. Carrodeguas, Reducing the standard deviation in multiple-assay experiments where the variation matters but the absolute value does not, PLoS one 8 (2013) e78205. PDF @ Digital.CSIC / Journal
- J. L. Alonso, A. Castro, P. Echenique, and A. Rubio, On the combination of TDDFT with molecular dynamics: New developments, in the book Fundamentals of Time Dependent-Density Functional Theory, eds. M. A. L. Marques, N. Maitra, F. Nogueira, E. K. U. Gross, and A. Rubio, pp. 301–316, Springer-Verlag, 2012. PDF @ Digital.CSIC / Book at Springer
- J. L. Alonso, X. Andrade, P. Echenique, F. Falceto, D. Prada-Gracia and A. Rubio, Efficient formalism for large scale ab initio molecular dynamics based on time-dependent density functional theory, Physical Review Letters 101 (2008) 096403. PDF @ Digital.CSIC / Journal / Supplementary material
- PhD Thesis: P. Echenique, A bottom-up physical approach from small peptides to proteins. Methods and ab initio potentials (November, 2006) PDF @ Digital.CSIC
- P. Echenique, Shut up and let me think Or why you should work on the foundations of quantum mechanics as much as you please, Oktober 2013.[17]